# Panzer III
El Panzer III era un tanque medio desarrollado en Alemania a finales de los años 1930, ampliamente utilizado durante la Segunda Guerra Mundial. El nombre es una abreviación de su designación oficial en alemán Panzerkampfwagen III (vehículo de combate blindado modelo III), abreviado como PzKpfw III.  Estaba destinado a combatir contra otros vehículos blindados de combate y servir junto al tanque de apoyo de infantería Panzer IV. Sin embargo, luego de enfrentarse al T-34 soviético por primera vez en 1941, el Panzer III quedó obsoleto en su función y los alemanes necesitaban armas antitanque más poderosas. Como el Panzer IV tenía una torreta de mayores dimensiones, y montaba el cañón largo KwK 40 de 75 mm, intercambió el papel con el Panzer III para ocuparse de las batallas de tanques. A partir de 1942, la última versión del Panzer III montó el cañón KwK 37 de 75 mm L/24, más adecuado para apoyar a la infantería. La producción del Panzer III finalizó en 1943. No obstante, se utilizaron los chasis de Panzer III para producir cañones de asalto Sturmgeschütz III hasta el final de la guerra.

## Historia
El 11 de enero de 1934, siguiendo las especificaciones de Heinz Guderian, el Departamento de Armamento del Ejército elaboró los planes para un tanque medio con un peso máximo de 24 tn y una velocidad máxima de 35 km/h. Se pensó utilizar este tanque como blindado principal de las Divisiones Panzer, capaz de enfrentarse y destruir las fuerzas blindadas enemigas.
Daimler-Benz, Krupp, MAN y Rheinmetall desarrollaron todos los prototipos, entrando en la fase de pruebas en 1936 y 1937; el diseño de Daimler-Benz fue escogido para su producción. El primer Panzer III A salió de la línea de montaje en mayo de 1937, y en ese año se fabricaron un total de diez unidades, dos de ellas sin armamento instalado. La producción en masa comenzó con el modelo F en 1939.
Entre 1937 y 1940 se realizaron intentos de crear piezas comunes entre el Panzer IV de Krupp y el Panzer III de Daimler-Benz. Uno de los trabajos principales en el diseño del Panzer III fue la búsqueda de una suspensión eficiente. Se probaron varios tipos de ballestas entre los modelos A al D, hasta que se cambió a una suspensión de barra de torsión en el modelo E. El Panzer III junto al tanque pesado soviético KV fue uno de los primeros blindados en utilizar esta suspensión.
El Panzer III demostró ser inferior en potencia de fuego al T-34 soviético, y fue reemplazado por el Panzer IV que portaba un cañón de alta velocidad de 75 mm. En 1942, el modelo N del Panzer III incorporaba un cañón L/24 de 75 mm, pero era de velocidad lenta diseñado para apoyo y contra infantería.

## Diseño

### Blindaje
Desde el modelo A al C, el Panzer III tenía un blindaje homogéneo de acero ligeramente inclinado de 15 mm en todos los lados, 10 mm en la parte superior y 5 mm en la inferior. Este blindaje llegó a ser escaso, siendo aumentado a 30 mm en los modelos D al F; en el modelo H se le añadió una segunda capa de 30 mm de acero reforzado en la parte delantera y trasera del casco. El modelo J llevaba una plancha sólida de 50 mm en la parte frontal y posterior, mientras que los modelos L al N tenían una capa adicional de 20 mm en la parte frontal del casco.
Este blindaje adicional significaba que los Panzer III eran invulnerables a la mayoría de los cañones antitanque británicos y rusos durante 1941 y 1942, sacrificando en parte gran movilidad, aunque únicamente estaban a salvo en la parte frontal, ya que los laterales seguían siendo vulnerables a la mayoría de las armas enemigas, incluyendo los fusiles antitanque.
El blindaje posterior inusualmente grueso del Panzer III era una carga, puesto que no tenía valor de combate. Aunque hacia 1939 varios diseños de tanques tenían un grueso blindaje en la parte posterior, la tendencia durante la guerra fue reducir al mínimo la protección en los laterales y la parte trasera para concentrarla en el cuadrante frontal, que era el que estaba más expuesto a los ataques.

### Armamento
El Panzer III estaba diseñado para enfrentarse a tanques y se pensó utilizar un cañón rápido de 50 mm para esta tarea. Sin embargo, la infantería estaba siendo equipada con un cañón antitanque de 37 mm, y con el interés de crear un estándar los tanques debían llevar un cañón del mismo calibre. No obstante, se decidió ampliar el tamaño de la torreta para equiparla con un cañón de 50 mm si fuese necesario en un futuro; esta decisión prolongó la vida útil del Panzer III en el Ejército alemán.

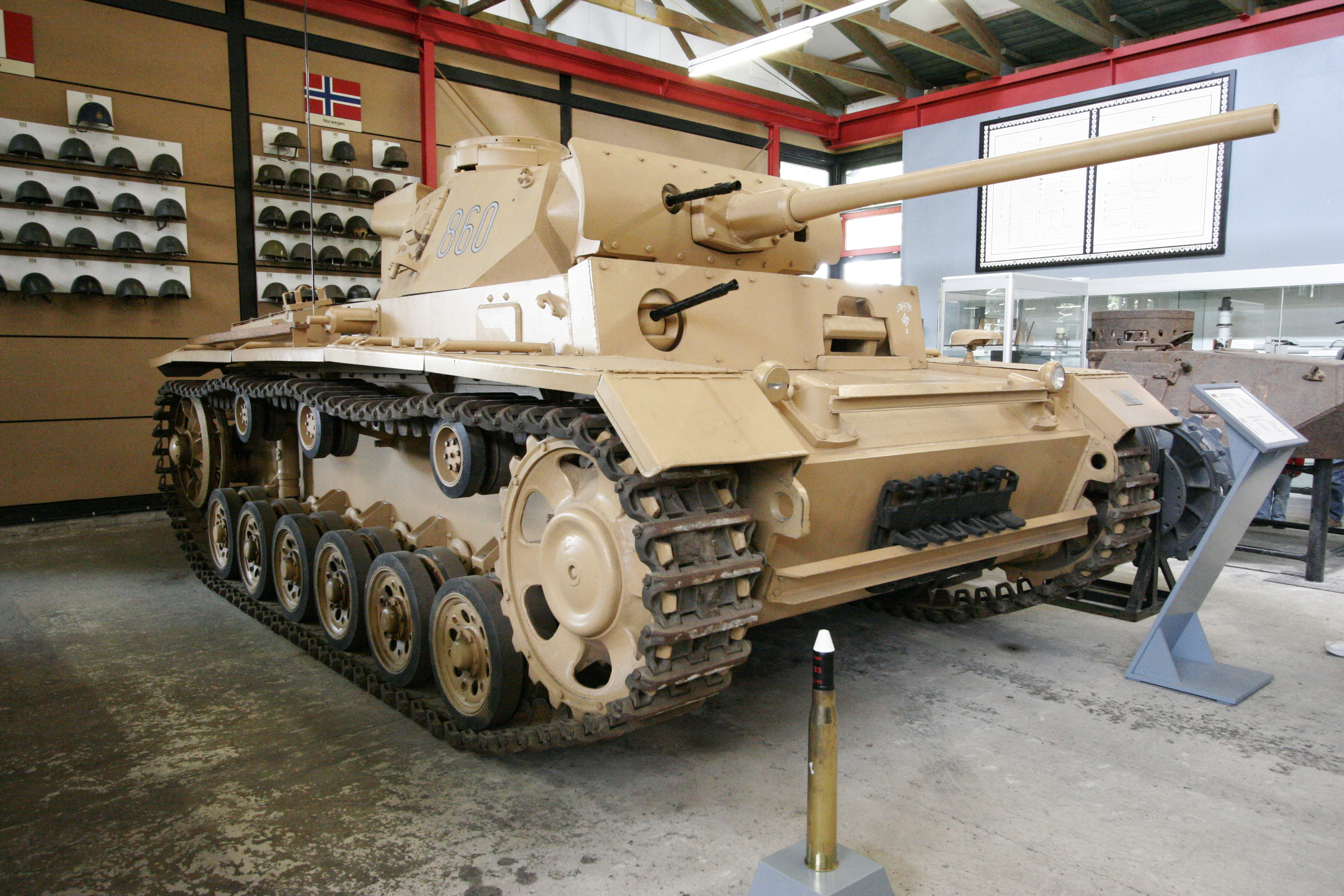
El Panzer III con cañón KwK39 L/60 del Museo de tanques de Munster.

Los primeros modelos (del Ausf. A al Ausf. E, y algunos Ausf. F) estaban equipados con un cañón corto de 37 mm que fue satisfactorio durante las campañas de 1939 y 1940, a pesar de los problemas que encontraron al luchar contra los tanques de infantería británicos (Matilda y Churchill mayormente), pero los modelos posteriores (del Ausf. F al Ausf. M) fueron actualizados con un cañón de 50 mm Kwk38 L/42 y KwK39 L/60 como respuesta al incremento de blindaje y armamento de los blindados enemigos, en especial los tanques soviéticos.
Hacia 1942, el Panzer III se consideraba obsoleto como tanque principal, aunque se continuó la producción como vehículo de apoyo. El modelo N llevaba un cañón de baja velocidad Kwk37 L/24 de 75 mm, el mismo tipo que utilizaban los primeros modelos del Panzer IV. Este tanque fue empleado como sustituto del cañón de asalto StuG III, que se usó principalmente como cazacarros. Esto fue debido a los problemas a la hora de montar un cañón más potente, donde el Panzer III no lo admitía, pero sí su hermano mayor, el Panzer IV, con quien intercambió los papeles (apoyo-cazacarros).
Todos los modelos hasta el Ausf. F tenían dos ametralladoras de 7,92 mm montadas coaxialmente con el cañón principal, y otra ametralladora de 7,92 mm en el casco. Los modelos siguientes desde el Ausf. G eliminaban una de las dos ametralladoras de la torreta.

### Movilidad
Los modelos A al C del Panzer III tenían un motor Maybach HL 108 TR de doce cilindros con una potencia de 230 CV, que impulsaba al tanque hasta los 32 km/h, y una autonomía de 150 km. Los modelos posteriores utilizaban un Maybach HL 120 TRM que generaba 320 CV. La velocidad máxima variaba entre los modelos, dependiendo de la transmisión, el blindaje y el armamento, aunque se situaba sobre los 40 km/h con una autonomía de unos 150 km.
Los soviéticos hicieron pruebas de velocidad con el Panzer III, llegando a alcanzar más de 50km/h; al emplear un motor a gasolina, el ruido era mucho menor que el de los tanques soviéticos. Sin embargo, todo esto no era suficiente para que en 1943 fuese competitivo enfrentándose a otros tanques, su principal cometido en sus comienzos.

## En combate
El Panzer III se utilizó durante las campañas contra Polonia, Francia, la Unión Soviética y en el Norte de África. Algunos se siguieron usando en Normandía y Arnhem en 1944.
En las campañas polaca y francesa, el Panzer III constituía una pequeña parte de las fuerzas blindadas alemanas. Sólo se disponía de algunos centenares de Panzer III de los modelos A al F, la mayoría armados con cañones de 37 mm. En ese momento era el mejor tanque medio disponible de los alemanes y superaba a la mayoría de sus oponentes, como el 7TP polaco, los tanques ligeros franceses Renault R35 y Hotchkiss H35 y el tanque de caballería Somua S-35.
En la época en la que los alemanes invadieron la Unión Soviética, el Panzer III era el tanque alemán más numeroso. La mayoría de los tanques disponibles tenían el cañón de 50 mm. Sin embargo, el Panzer III era inferior a los tanques soviéticos T-34 y KV; el 92% de los tanques soviéticos eran viejos tanques de la serie BT y T-26 en mal estado. Las mejores tácticas alemanas, el entrenamiento de la tripulación, la falta de municiones en el bando soviético y la ergonomía del Panzer III contribuyeron a tener un ratio de bajas a favor de 6 a 1 en 1941.
Con la aparición del T-34, fue prioritario el rearme de los Panzer III con un cañón más poderoso de 50 mm: los modelos J y L tenían un cañón más largo y blindaje mayor. Estas versiones estaban disponibles entre 1942 y 1943. Además, para defenderse de los fusiles antitanque soviéticos, en 1943 el modelo M comenzó a utilizar blindaje espaciado en la torreta y el casco. Para entonces, sin embargo, el Panzer III empezó a ser relegado a tareas secundarias, siendo reemplazado por el Panzer IV y el Panther. La última versión, el modelo N, estaba armado con un obús corto de 75 mm para apoyo de infantería.
El Panzer III era bueno, aunque no sobresalía en blindaje, armamento y movilidad. Estaba bien diseñado al tener una torreta de tres miembros (artillero, cargador y comandante), dejando al comandante libre para concentrarse en sus tareas de coordinación y dirección. Esta característica se daba en otros tanques, pero la mayoría tenían menos de tres tripulantes en la torreta, lo que reducía la capacidad de combate del tanque. Además, el casco del Panzer III fue empleado como base para el Sturmgeschütz III, uno de los cañones autopropulsados más importantes de la guerra y el más construido.

## Variantes

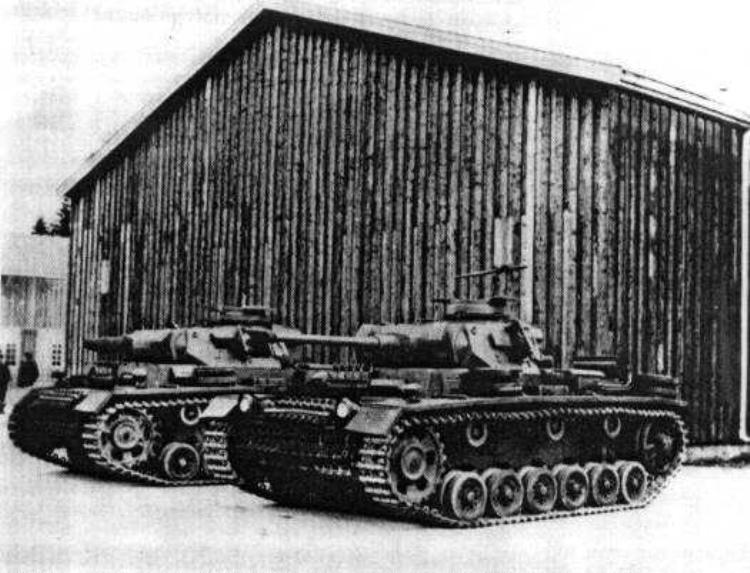
Dos Panzer III utilizados por los noruegos tras la guerra.

El término alemán Ausf. es una abreviatura de Ausführung, que significa versión.
- Panzer III Ausf. A, B, C y D: modelos de preproducción entre 1937 y 1938. Se fabricaron 75 unidades.
- Panzer III Ausf. E, F: modelos de producción de 1939 y 1940. Armados con un cañón de 37 mm. Se fabricaron 531 unidades.
- Panzer III Ausf. G: con mayor blindaje en el mantelete del cañón. Armado con un cañón de 50 mm L/42. Se fabricaron 600 unidades en 1940 y 1941.
- Panzer III Ausf. H: modificaciones menores, más una plancha de blindaje remachada en la parte frontal. Se fabricaron 308 unidades en 1940 y 1941.
- Panzer III Ausf. J: con un casco de mayor longitud y el blindaje modificado de nuevo a una única plancha de 50 mm. Se fabricaron 482 unidades en 1941.
- Panzer III Ausf. J/1: utilizaba un cañón más largo y efectivo de 50 mm L/60. Se fabricaron 1.067 unidades entre finales de 1941 y mediados de 1942.
- Panzer III Ausf. L: con blindaje de 50 mm más una plancha de 20 mm. Se fabricaron 653 unidades en 1942.
- Panzer III Ausf. M: modificaciones menores. Se fabricaron 250 unidades en 1942 y 1943.
- Panzer III Ausf. N: armado con un cañón de 75 mm L/24. Se reequiparon 700 unidades de los modelos J, L y M en 1942 y 1943.

## Diseños basados en el chasis

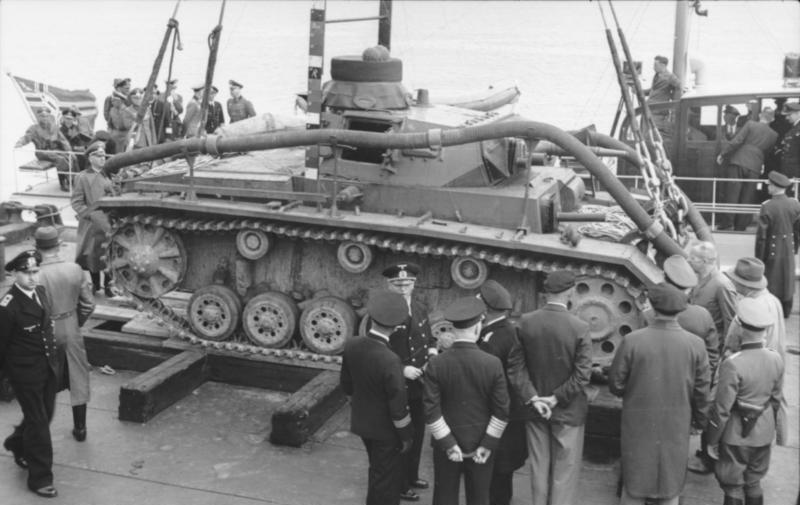
Panzer III adaptado para la operación León Marino.

- Tauchpanzer III: algunos Panzer III fueron adaptados para sumergirse durante la Operación León Marino.
- Panzerbefehlswagen II: tanque de mando, con más blindaje y radios de mayor alcance.
- Artillerie-Panzerbeobachtungswagen III: tanque de observación de artillería. Se fabricaron 262 unidades.
- Flammpanzer III Ausf M/Panzer III (F1): tanque lanzallamas. Se convirtieron 100 unidades de la Ausf. M.
- Bergepanzer III: en 1944, la mayoría de los Panzer III supervivientes fueron convertidos en vehículos blindados de recuperación.
- Sturm-Infanteriegeschütz 33B: cañón de asalto pesado, armado con un sIG 33/1 de 150 mm.
- Sturmgeschütz III: cañón de asalto, armado con un StuK de 75 mm.

El cañón autopropulsado soviético SU-76i estaba basado en los Panzer III capturados y el chasis del StuG III. Se convirtieron unos 1200 vehículos, que estaban armados con un cañón ZiS-5 de 76,2 mm.

## Operadores
- Alemania nazi
- Reino de Rumanía
- República Eslovaca
- Reino de Hungría
- Estado Independiente de Croacia
- Turquía
- Noruega
- Plantilla:Geodatos Espana

### Desarrollos relacionados
- Sturmgeschütz III

### Carros de combate similares
- Panzer IV

### Secuencias de designación
- Panzer I · Panzer II · Panzer III · Panzer IV · Panzer V Panther · Panzer VI Tiger/Tiger B · Panzer VII Löwe · Panzer VIII Maus